# تپه تمب پرگان
تپه تمب پرگان مربوط به دوره ساسانیان است و در شهرستان بستک، بخش جناح، ۱/۵کیلومتری جنوب  شهر جناح واقع شده‌است. این اثر در تاریخ ۱۲ شهریور ۱۳۸۶ با شمارهٔ ثبت ۱۹۴۵۳ به‌عنوان یکی از آثار ملی ایران به ثبت رسیده‌است.